# 罗伯特·达德利
第一代莱斯特伯爵罗伯特·达德利 KG，PC（1532年6月24日—1588年9月4日）英国政治家，英国女王伊丽莎白一世多年的密友、宠臣，曾长期追求并向伊丽莎白求婚。第一代诺森伯兰公爵约翰·达德利之子，1560年达德利的妻子过世，坊间谣传他与伊丽莎白合谋将其杀害，导致两人放弃结婚的打算。1585年率英格兰军队前往荷兰支持反西班牙的暴动，因指挥不当被召回国。